# Jost Pfeiffer

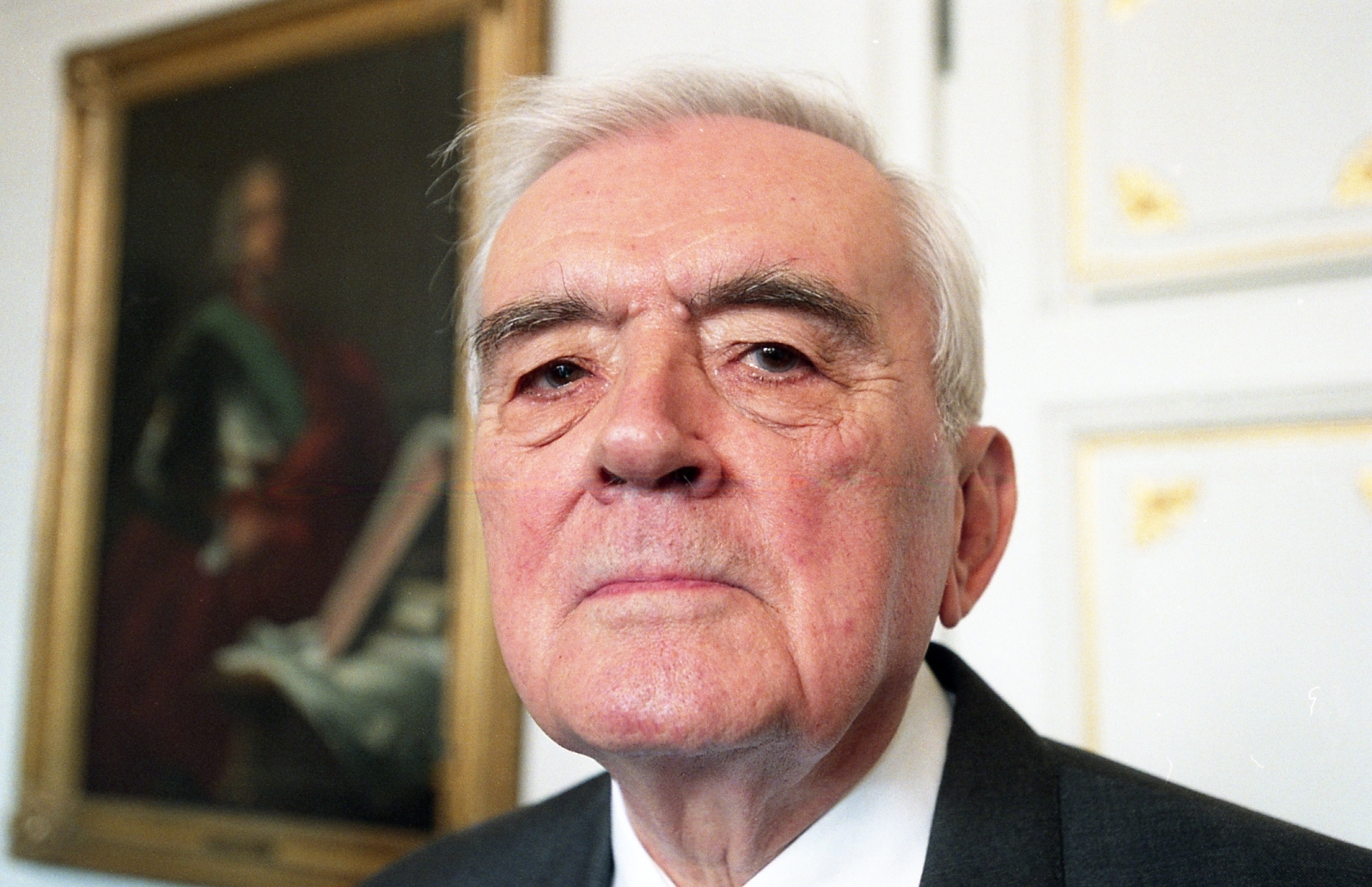
Jost Pfeiffer (2002)

Jost Pfeiffer (* 29. Dezember 1920 in Aachen; † 14. Januar 2010 ebenda) war ein deutscher Kommunalpolitiker und Ehrenbürger der Stadt Aachen.

## Leben und Wirken
Der Sohn des Aachener Kaufmanns Kurt Pfeiffer (1893–1987) und der Johanna Bode (1894–1973) begann nach seinem Abitur im Jahr 1938 ein Medizinstudium in Wien und München. Bedingt durch mehrere Unterbrechungen auf Grund von Kriegseinsätzen im Zweiten Weltkrieg konnte er sein Studium erst 1944 mit dem Examen abschließen. Noch im gleichen Jahr erlangte er mit der Dissertation „Über das Wiederauftreten von Geschwülsten nach Knochentransplantationen“ seine Promotion.
In der Folgezeit zwangen ihn allerdings die Nachkriegswirren zu einer Änderung seiner Lebensplanung. Nach seiner Rückkehr in das völlig zerstörte Aachen im August 1945 fühlte Pfeiffer sich verpflichtet, das bisher von seinem Vater geführte und von seinem Großvater aufgebaute Bekleidungsgeschäft in Aachen zusammen mit seinem Vater wieder neu aufzubauen. Später übernahm er auch die Leitung des bald wieder florierenden Geschäftes und behielt diese bis zu dessen Auflösung Ende der 90er Jahre.
Ebenfalls ab 1945 begann er wiederum in Zusammenarbeit mit seinem Vater und anderen die Parteistrukturen der sich in der Gründungsphase befindenden Christlich-Demokratischen Union (CDU) in Aachen aufzubauen und gehörte am 20. August 1946 zu den Gründungsmitgliedern der Jungen Union. Bereits ein Jahr später wurde er in den Stadtrat gewählt, dem er fast ununterbrochen bis 1975 angehörte. Zwischenzeitlich leitete er für drei Legislaturperioden die Ratsfraktion der CDU und wurde darüber hinaus von 1971 bis 1973 und von 1977 bis 1981 zum Kreisvorsitzenden gewählt. Im Jahre 1981 ernannte man Pfeiffer zum Ehrenvorsitzenden der CDU, ein Amt, welches er 2005 aus Altersgründen in jüngere Hände legte. Sein Nachfolger wurde Kurt Malangré, den er vorgeschlagen hatte.
In seiner langjährigen Zeit als Ratsmitglied war Pfeiffer maßgeblich daran beteiligt, den Wiederaufbau Aachens fortzuführen, wobei ihm auch die kulturelle Infrastruktur ein besonderes Anliegen war. Ebenso wie sein Vater, der den Aufbau und die Bedeutung Aachens nur im Konsens mit seinen angrenzenden Nachbarländern sah, war Jost Pfeiffer darum bemüht, die Zusammenarbeit mit den wichtigsten Städten im Dreiländereck wie beispielsweise Lüttich und Maastricht zu festigen und für die europäische Idee zu werben. Dazu trat er auch frühzeitig in die 1949 von seinem Vater gegründete „Gesellschaft zur Verleihung des Internationalen Karlspreises der Stadt Aachen“ ein und gehörte später bis ins hohe Alter zu den aktiven Direktoriumsmitgliedern dieser Gesellschaft.
Jost Pfeiffer verstarb am 14. Januar 2010 und fand seine letzte Ruhestätte auf dem Westfriedhof I in Aachen. Er hinterließ drei Töchter, die seine christlich-soziale und kulturelle Arbeit fortsetzten. Seine Tochter Isabel Pfeiffer-Poensgen, verheiratet mit einem Nachkommen der Düsseldorfer Industriellen-Familie Poensgen, war Beigeordnete für Kultur und Soziales der Stadt Aachen und Generalsekretärin der Kulturstiftung der Länder. Von 2017 bis 2022 war sie Ministerin für Kultur und Wissenschaft des Landes Nordrhein-Westfalen. Die zweite Tochter, Simone Pfeiffer-Bohnenkamp, war unter anderem Geschäftsführerin beim „Sozialwerk Aachener Christen e. V.“.

## Ehrungen
Für seine vielseitigen Verdienste erhielt Jost Pfeiffer im Jahr 1975 den Goldenen Ehrenring der Stadt Aachen. Darüber hinaus ernannte ihn die Stadt Aachen am 20. Januar 2001 „für sein jahrzehntelanges Engagement für den Wiederaufbau der Stadt und deren Entwicklung“ zu ihrem Ehrenbürger.
Im Jahr 2002 wurden die Leistungen Pfeiffers schließlich noch mit der Verleihung des Bundesverdienstkreuzes 1. Klasse gewürdigt.